# Serre photovoltaïque
Une serre photovoltaïque est une structure qui abrite des cultures sous un toit constitué en partie de panneaux solaires produisant de l'électricité.

## Structure
Généralement, des surfaces avec des panneaux solaires sont intercalées avec des surfaces sans panneau solaire pour laisser passer de la lumière pour les cultures, par exemple dans une toiture à redans. Pour favoriser le passage de la lumière pour les plantes, des panneaux solaires semi-transparents peuvent être utilisés : espaces transparents entre les cellules cristallines ou couches minces en partie transparentes.

## Avantages et inconvénients
Ce type d'installation permet de produire de l'énergie en n'encombrant que partiellement le sol. Il protège un peu les cultures, à la manière d'une vraie serre, généralement dans une moindre mesure à cause des limitations introduites pour le bon fonctionnement du photovoltaïque.
Une telle installation fait de l'ombre aux cultures, ce qui affaiblit ou optimise leur rendement selon l'espèce considérée. Par exemple, en zone tropicale, le cacaoyer est toujours cultivé sous ombrage et le café d'ombre est une technique prometteuse. En zone tempérée, de nombreux légumes-feuilles (choux, rhubarbe, bettes…) ainsi que les plantes originaires des sous-bois (fraisier, framboisier) gagnent à être protégés du soleil aux heures les plus chaudes.

## Contrats particuliers
Certains investisseurs prennent en charge tous les frais de construction en échange du don de l'électricité produite. Cet accord peut prendre la forme d'un bail emphytéotique, c'est-à-dire un bail de plus de 18 ans. Cette solution permet ainsi de bénéficier d'une serre « gratuitement » au dire de la publicité qui en est faite, mais perdre la maîtrise de la commercialisation du courant produit peut se révéler désavantageux sur le long terme.

## Rôle économique
Les serres photovoltaïques sont considérées comme des systèmes agrivoltaïques par la commission de régulation de l’énergie.
En protégeant les cultures des éléments (vent, pluie, excès de soleil), ces serres réduisent les risques d'intempéries dangereuses pour les plantations, sans investissement préalable pour les agriculteurs quand la construction est prise en charge par le producteur d'électricité ou bien en apportant un complément de revenu.